# UGC 3715
UGC 3715 è una galassia a spirale visibile nella costellazione di Cefeo.
Il nucleo si presenta di forma oblunga e consistenza abbastanza compatta. La struttura a spirale è vista quasi di taglio, non è ben distinguibile.